# Кавалласка
Кавалласка (італ. Cavallasca) — муніципалітет в Італії, у регіоні Ломбардія, провінція Комо.
Кавалласка розташована на відстані близько 520 км на північний захід від Рима, 45 км на північ від Мілана, 4 км на захід від Комо.
Населення — 2953 особи (2014).
Покровитель — святий Михайло.

## Демографія
Населення за роками:

Станом на 31 грудня 2014 року в муніципалітеті офіційно проживали 154 іноземці з 40 країн, серед них 32 громадяни країн Євросоюзу та 16 громадян України.

## Сусідні муніципалітети
- К'яссо
- Комо
- Кольверде
- Монтано-Лучино
- Сан-Фермо-делла-Батталья

## Відомі люди
Померли
- Маргерита Сарфатті